# Isachne smitinandiana
Isachne smitinandiana är en gräsart som beskrevs av Aimée Antoinette Camus. Isachne smitinandiana ingår i släktet Isachne och familjen gräs. Inga underarter finns listade i Catalogue of Life.